# Aire urbaine de Soissons
L'aire urbaine de Soissons est une aire urbaine française centrée sur l'unité urbaine de Soissons.
Ses limites ont été redéfinies en 2010 par Insee. Elle comprend 63 communes. Ses 63 943 habitants faisaient d'elle la 127e des aires urbaines françaises.
En 2020, l'Insee définit un nouveau zonage d'étude : les aires d'attraction des villes. L'aire d'attraction de Soissons remplace désormais son aire urbaine, avec un périmètre différent.

## Zonage de 2010

### Caractéristiques en 2010
D'après la définition qu'en donne l'Institut national de la statistique et des études économiques (INSEE), l'aire urbaine de Soissons constitue une « grande aire », c'est-à-dire « un ensemble de communes, d'un seul tenant et sans enclave, constitué par un pôle (unité urbaine) de plus de 10 000 emplois, et par des communes rurales ou unités urbaines dont au moins 40 % de la population résidente ayant un emploi travaille dans le pôle ou dans des communes attirées par celui-ci ».
D'après la délimitation de l'INSEE en 2010, l'aire urbaine est composé de 63 communes, toutes situées dans le département de l'Aisne. Par rapport au zonage de 1999, elle perd deux communes, Ambleny et Neuville-sur-Margival, devenant des communes multipolarisées, mais cinq communes sont intégrées à l'aire urbaine, Allemant, Droizy, Laffaux, Maast-et-Violaine et Muret-et-Crouttes.
Parmi ces 75 communes, elle inclut uniquement les unités urbaines de Soissons, pôle urbain de l'aire, et de Venizel. Elle comptait en 2022, 63 943 habitants pour 418,35 km2, soit une densité de 152 hab./km2.

### Les 63 communes de l'aire
Les 63 communes de l'aire urbaine de Soissons et leur population municipale en 2022 :
| Code Insee | Nom                      | Type             | Superficie (km2) | Population (hab.) | Densité (hab./km2) |
| ---------- | ------------------------ | ---------------- | ---------------- | ----------------- | ------------------ |
| 02003      | Acy                      | Couronne urbaine | 11,67            | 1 013             | 86,8               |
| 02010      | Allemant                 | Couronne urbaine | 5,13             | 166               | 32,4               |
| 02012      | Ambrief                  | Couronne urbaine | 4,50             | 81                | 18                 |
| 02043      | Bagneux                  | Couronne urbaine | 2,21             | 62                | 28,1               |
| 02064      | Belleu                   | Pôle urbain      | 4,53             | 3 624             | 800                |
| 02077      | Berzy-le-Sec             | Couronne urbaine | 11,69            | 366               | 31,3               |
| 02087      | Bieuxy                   | Couronne urbaine | 4,50             | 34                | 7,6                |
| 02089      | Billy-sur-Aisne          | Couronne urbaine | 7,47             | 1 141             | 152,7              |
| 02118      | Braye                    | Couronne urbaine | 1,34             | 130               | 97                 |
| 02131      | Bucy-le-Long             | Couronne urbaine | 12,86            | 1 915             | 148,9              |
| 02138      | Buzancy                  | Couronne urbaine | 4,75             | 183               | 38,5               |
| 02148      | Celles-sur-Aisne         | Couronne urbaine | 6,16             | 252               | 40,9               |
| 02154      | Chacrise                 | Couronne urbaine | 12,74            | 367               | 28,8               |
| 02167      | Chassemy                 | Couronne urbaine | 10,85            | 898               | 82,8               |
| 02175      | Chavigny                 | Couronne urbaine | 5,28             | 159               | 30,1               |
| 02190      | Chivres-Val              | Couronne urbaine | 5,54             | 532               | 96                 |
| 02195      | Ciry-Salsogne            | Couronne urbaine | 8,95             | 892               | 99,7               |
| 02198      | Clamecy                  | Couronne urbaine | 3,40             | 238               | 70                 |
| 02210      | Condé-sur-Aisne          | Couronne urbaine | 3,73             | 358               | 96                 |
| 02226      | Courmelles               | Pôle urbain      | 6,76             | 1 831             | 270,9              |
| 02230      | Couvrelles               | Couronne urbaine | 7,50             | 177               | 23,6               |
| 02243      | Crouy                    | Pôle urbain      | 10,38            | 3 041             | 293                |
| 02245      | Cuffies                  | Pôle urbain      | 5,02             | 1 760             | 350,6              |
| 02253      | Cuisy-en-Almont          | Couronne urbaine | 9,17             | 358               | 39                 |
| 02272      | Droizy                   | Couronne urbaine | 5,42             | 75                | 13,8               |
| 02277      | Épagny                   | Couronne urbaine | 11,00            | 339               | 30,8               |
| 02326      | Fontenoy                 | Couronne urbaine | 9,03             | 470               | 52                 |
| 02398      | Juvigny                  | Couronne urbaine | 13,85            | 286               | 20,6               |
| 02400      | Laffaux                  | Couronne urbaine | 6,76             | 154               | 22,8               |
| 02421      | Lesges                   | Couronne urbaine | 6,65             | 84                | 12,6               |
| 02423      | Leuilly-sous-Coucy       | Couronne urbaine | 12,69            | 445               | 35,1               |
| 02424      | Leury                    | Couronne urbaine | 3,69             | 102               | 27,6               |
| 02447      | Maast-et-Violaine        | Couronne urbaine | 10,96            | 133               | 12,1               |
| 02464      | Margival                 | Couronne urbaine | 5,47             | 369               | 67,5               |
| 02477      | Mercin-et-Vaux           | Pôle urbain      | 7,77             | 945               | 121,6              |
| 02487      | Missy-sur-Aisne          | Couronne urbaine | 3,25             | 628               | 193,2              |
| 02533      | Muret-et-Crouttes        | Couronne urbaine | 5,24             | 111               | 21,2               |
| 02536      | Nampteuil-sous-Muret     | Couronne urbaine | 3,38             | 93                | 27,5               |
| 02537      | Nanteuil-la-Fosse        | Couronne urbaine | 7,36             | 196               | 26,6               |
| 02564      | Noyant-et-Aconin         | Couronne urbaine | 4,60             | 474               | 103                |
| 02576      | Osly-Courtil             | Couronne urbaine | 5,23             | 325               | 62,1               |
| 02593      | Pasly                    | Couronne urbaine | 3,02             | 1 061             | 351,3              |
| 02598      | Pernant                  | Couronne urbaine | 9,83             | 683               | 69,5               |
| 02607      | Ploisy                   | Couronne urbaine | 2,87             | 97                | 33,8               |
| 02610      | Pommiers                 | Couronne urbaine | 6,69             | 738               | 110,3              |
| 02663      | Rozières-sur-Crise       | Couronne urbaine | 7,32             | 234               | 32                 |
| 02667      | Saconin-et-Breuil        | Couronne urbaine | 8,53             | 197               | 23,1               |
| 02698      | Sancy-les-Cheminots      | Couronne urbaine | 4,53             | 98                | 21,6               |
| 02706      | Septmonts                | Couronne urbaine | 4,80             | 571               | 119                |
| 02711      | Serches                  | Couronne urbaine | 9,10             | 277               | 30,4               |
| 02714      | Sermoise                 | Couronne urbaine | 5,51             | 347               | 63                 |
| 02722      | Soissons                 | Pôle urbain      | 12,32            | 28 667            | 2 326,9            |
| 02736      | Tartiers                 | Couronne urbaine | 8,89             | 165               | 18,6               |
| 02739      | Terny-Sorny              | Couronne urbaine | 7,07             | 326               | 46,1               |
| 02763      | Vasseny                  | Couronne urbaine | 3,18             | 204               | 64,2               |
| 02767      | Vauxrezis                | Couronne urbaine | 6,54             | 325               | 49,7               |
| 02770      | Vauxbuin                 | Pôle urbain      | 5,00             | 771               | 154,2              |
| 02780      | Venizel                  | Couronne urbaine | 3,71             | 1 333             | 359,3              |
| 02793      | Vézaponin                | Couronne urbaine | 3,18             | 114               | 35,8               |
| 02804      | Villemontoire            | Couronne urbaine | 7,65             | 210               | 27,5               |
| 02805      | Villeneuve-Saint-Germain | Pôle urbain      | 4,54             | 2 585             | 569,4              |
| 02828      | Vregny                   | Couronne urbaine | 4,50             | 90                | 20                 |
| 02829      | Vuillery                 | Couronne urbaine | 1,09             | 43                | 39,4               |

## Évolution démographique
| 1968   | 1975   | 1982   | 1990   | 1999   | 2009   | 2014   |
| ------ | ------ | ------ | ------ | ------ | ------ | ------ |
| 56 166 | 61 971 | 64 258 | 64 488 | 63 435 | 63 242 | 63 619 |

## Zonage de 1999

### Caractéristiques en 1999
D'après la définition qu'en donne l'INSEE, l'aire urbaine de Soissons est composée de 60 communes, situées dans l'Aisne. Ses 64 042 habitants font d'elle la 117e aire urbaine de France.
9 communes de l'aire urbaine sont des pôles urbains.
Le tableau suivant détaille la répartition de l'aire urbaine sur le département (les pourcentages s'entendent en proportion du département) :
| Département | Communes | Communes (%) | Superficie (km²) | Superficie (%) | Population (1999) | Population (%) |
| ----------- | -------- | ------------ | ---------------- | -------------- | ----------------- | -------------- |
| Aisne       | 60       | 7,4          | 405,81           | 5,5            | 64 042            | 12,0           |

### Communes en 1999
La liste déroulante ci-dessous comporte les communes de l'aire urbaine et leurs populations en 1999.